# 札幌市立東白石中学校
札幌市立東白石中学校（さっぽろしりつひがししろいしちゅうがっこう）は、北海道札幌市白石区にある公立の中学校である。校名は白石区白石地区の東部の意から。通称「トンパク」。
校歌は他校と違い1番の歌詞しか存在しないため、生活信条である「私の姿」も校歌同様に斉唱することがある。

## 沿革
- 1966年（昭和41年） - 校舎の建設に着手。校名が「札幌市立東白石中学校」と決定。白石中学校より分割し開校。
- 1967年（昭和42年） - 第1回入学式。校舎完成。校歌と校旗が制定。
- 1968年（昭和43年） - グラウンド完成。「私の姿（生活信条）」が制定。第1回卒業式。同窓会設立。
- 1977年（昭和52年） - 札幌市立北野中学校開校に伴い、通学区の変更。
- 1980年（昭和55年） - 札幌市立東月寒中学校開校に伴い、通学区の変更。
- 1982年（昭和57年） - 給食開始。
- 1988年（昭和63年） - 屋上にテラスが整備される。
- 1990年（平成2年） - 格技場が完成（武道場に改名）。
- 1997年（平成9年） - 改築中の新体育館完成。
- 2007年（平成19年）1月 - 校舎改築に伴い仮校舎（敷地内プレハブ校舎）へ移転（翌年3月まで）。
- 2008年（平成20年）4月 - 新校舎にて業務開始。

## 主な行事
- 6月 - 1年生：野外学習、2年生：宿泊学習、3年生：修学旅行
- 7月 - 学習・進路懇談
- 8月 - 陸上競技大会
- 9月 - 文化祭
- 10月 - 生徒会役員選挙、合唱コンクール
- 11月 - 総合体験学習
- 12月 - 学習・進路懇談、開校記念日（15日）

## 所在地
- 北海道札幌市白石区南郷通15丁目北4番1号

## 交通アクセス
- 北海道中央バス栄通15丁目下車、徒歩最短11分
- 札幌市営地下鉄東西線 南郷13丁目駅下車、徒歩10分

## 部活動
- 野球部
- サッカー部
- 男子バレーボール部
- 男子バスケットボール部
- 女子バスケットボール部
- 男子軟式テニス部
- 女子軟式テニス部
- 卓球部
- 柔道部
- 合唱部
- 演劇部(廃部)
- 美術部
- 陸上部※
- 体操部※
- 水泳部※
- スケート部※
- アイスホッケー部※
- 剣道部※

※活動は中体連のみで、クラブチーム等で常時活動していることを入部条件としている。

## 出身者
- 東直己 - 作家
- 蛯名正義 - 騎手
- 長瀬実夕 - 歌手（元ZONE）
- 長谷川雅紀 - お笑いタレント（錦鯉、元マッサジル）
- やまだひさし - タレント、ラジオパーソナリティー